# MotionSports Adrenaline
MotionSports Adrenaline est un jeu vidéo développé par Ubisoft Barcelona et édité par Ubisoft. Il est sorti le 27 octobre 2011 sur Xbox 360 où il est compatible avec Kinect et le 10 novembre 2011 sur PlayStation 3. Il s'agit d'une compilation de plusieurs sports.

## Système de jeu
Le jeu est composé de six sports extrêmes différents : wingsuit, le VTT, le kitesurf, le canoë-kayak, l'escalade et le ski. Tous ces sports se jouent grâce à la reconnaissance des mouvements. 
Ces sports sont pratiqués dans des conditions périlleuses et extrêmes. Il faut collectionner les médailles d'or pour débloquer certaines épreuves ou autres contenus.
Les contrôles durant les six sports sont très différents :
- La wingsuit est une épreuve où l'on doit pratiquer le Base Jump dans une combinaison spéciale dédiée au wingsuit permettant de diriger la descente ;
- En revanche, il y a plus de facilités dans le Kitesurf car il suffit de faire des gestes pour pouvoir faire des figures et d'orienter son corps pour aller à gauche ou à droite ;
- Le ski est un sport où le joueur doit se pencher pour pouvoir tourner dans les virages ;
- Le gameplay du kayak est assez simple car il suffit de simuler des coups de pagaie pour pouvoir avancer ou tourner ;
- Lors des épreuves d'escalade, le joueur doit pencher les bras sur les côtés pour s'accrocher aux appuis situés sur le mur dans le but de parcourir et de gravir le sommet ;
- Le VTT consiste à prendre le contrôle d'un cycliste et de parcourir le chemin.

## Accueil
Les notes, situés dans le tableau, correspondent aux notes de la version Xbox 360.
Ce titre reçut des critiques négatives qui dénonçaient le manque de contenu dans le jeu ainsi que l'imprécision et la latence du gameplay dans l'ensemble des activités proposées.